# Bentiske zone
Den bentiske zone er i havbiologi den havbund, som danner habitat for en række organismer, som under ét kaldes bentos eller bentiske organismer. I ferskvandsbiologi finder man tilsvarende habitater i bundlaget under søer, vandløb, floder og bække.
Der skelnes mellem organismerne efter deres størrelse:
- Makrobentos, der er over 1 mm
- Meiobentos, der er 0,063-1,0 mm
- Mikrobentos, der er under 0,063 mm

Bentiske organismer har stor betydning som føde for fisk og mennesker, men i økologisk henseende mest som nedbrydere af bundlagets førne.